# William Lilly (Politiker)

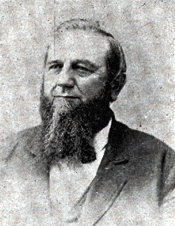
William Lilly

William Lilly (* 3. Juni 1821 in Penn Yan, New York; † 1. Dezember 1893 in Mauch Chunk, Pennsylvania) war ein US-amerikanischer Politiker. Im Jahr 1893 vertrat er den Bundesstaat Pennsylvania im US-Repräsentantenhaus.

## Werdegang
Über die Jugend und Schulausbildung von William Lilly ist nichts überliefert. Im Jahr 1838 zog er in das Carbon County in Pennsylvania, wo er im Kohlebergbau tätig wurde. Er wurde auch Mitglied der dortigen Staatsmiliz, in der er im Lauf der Zeit bis zum Brigadegeneral aufstieg. Politisch schloss er sich zunächst der Demokratischen Partei an. In den Jahren 1850 und 1851 saß er als Abgeordneter im Repräsentantenhaus von Pennsylvania. 1862 wechselte er zu den Republikanern. In den folgenden Jahrzehnten nahm er als Delegierter an sechs Republican National Conventions teil. In den Jahren 1872 und 1873 war er auch Delegierter bei einem Verfassungskonvent des Staates Pennsylvania. Hauptberuflich war er nach wie vor im Bergbau und im Kohlegeschäft tätig.
Bei den Kongresswahlen des Jahres 1892 wurde Lilly im damals neu eingerichteten staatsweiten 29. Wahlbezirk von Pennsylvania in das US-Repräsentantenhaus in Washington, D.C. gewählt, wo er am 4. März 1893 sein neues Mandat antrat. Dieses konnte er bis zu seinem Tod am 1. Dezember desselben Jahres ausüben.